# Grote Prijs Vermarc Sport 2020
De 1e editie van de Belgische wielerwedstrijd Grote Prijs Vermarc Sport werd verreden op 5 juli 2020. De start en finish vonden plaats in Rotselaar. De winnaar was Florian Sénéchal, gevolgd door Oscar Riesebeek en Victor Campenaerts.

## Uitslag
| Grote Prijs Vermarc Sport 2020 |                      |                            |            |
| Plaats                         | Naam                 | Ploeg                      | Tijd       |
| Winnaar                        | Florian Sénéchal     | Deceuninck-Quick-Step      | 3u 40' 56" |
| 2                              | Oscar Riesebeek      | Alpecin-Fenix              | 7"         |
| 3                              | Victor Campenaerts   | NTT Pro Cycling            | 16"        |
| 4                              | Stijn Steels         | Deceuninck-Quick-Step      | 38"        |
| 5                              | Lionel Taminiaux     | Bingoal-Wallonie Bruxelles | z.t.       |
| 6                              | Tim Merlier          | Alpecin-Fenix              | 46"        |
| 7                              | Toon Aerts           | Telenet-Fidea Lions        | z.t.       |
| 8                              | Nikolas Maes         | Lotto Soudal               | z.t.       |
| 9                              | Pieter Vanspeybrouck | Circus-Wanty-Gobert        | z.t.       |
| 10                             | Corne van Kessel     | Circus-Wanty-Gobert        | z.t.       |

2020 · 2021 · 2022